# Včelojedi
Včelojedi (Perninae) je skupina jestřábovitých dravců. Jsou rozšířeni spíše v teplejších oblastech, určitou výjimkou jsou včelojedi rodu Pernis; včelojed lesní je rozšířen až k Sibiři, na zimu však odlétá do tropické Afriky. Několik zástupců této skupiny se živí hlavně hmyzem, rody Pernis a Henicopernis se specializovaly na požírání vosích larev. Někteří se živí i obratlovci, např. plazy.

## Druhy
- Pernis
  - včelojed lesní (Pernis apivorus)
  - včelojed chocholatý = včelojed malajský (Pernis ptilorhynchus)
  - včelojed pruhovaný = včelojed celebeský (Pernis celebensis)
  - Pernis steerei – nový druh vyčleněný z původně parafyletického včelojeda pruhovaného[1]
- Henicopernis
  - včelojed dlouhoocasý (Henicopernis longicauda)
  - včelojed tmavý = včelojed černý (Henicopernis infuscatus)
- Aviceda
  - luňákovec kukačkovitý (Aviceda cuculoides)
  - luňákovec madagaskarský (Aviceda madagascariensis)
  - luňákovec Jerdonův (Aviceda jerdoni)
  - luňákovec lesní (Aviceda subcristata)
  - luňákovec černý (Aviceda leuphotes)
- Leptodon
  - luňákovec šedohlavý (Leptodon cayanensis)
  - luňákovec bělokrký (Leptodon forbesi)
- Chondrohierax
  - luňákovec hákozobý (Chondrohierax uncinatus)
  - luňákovec kubánský (Chondrohierax wilsonii)

Někdy se sem řadí také další monotypické rody:
- luňák černoprsý (Hamirostra melanosternon)[2]
- luňák australský (Lophoictinia isura)
- luňák netopýří (Macheiramphus alcinus)
- luňák vlaštovčí (Elanoides forficatus)[2]